# North Dundas (Ontario)

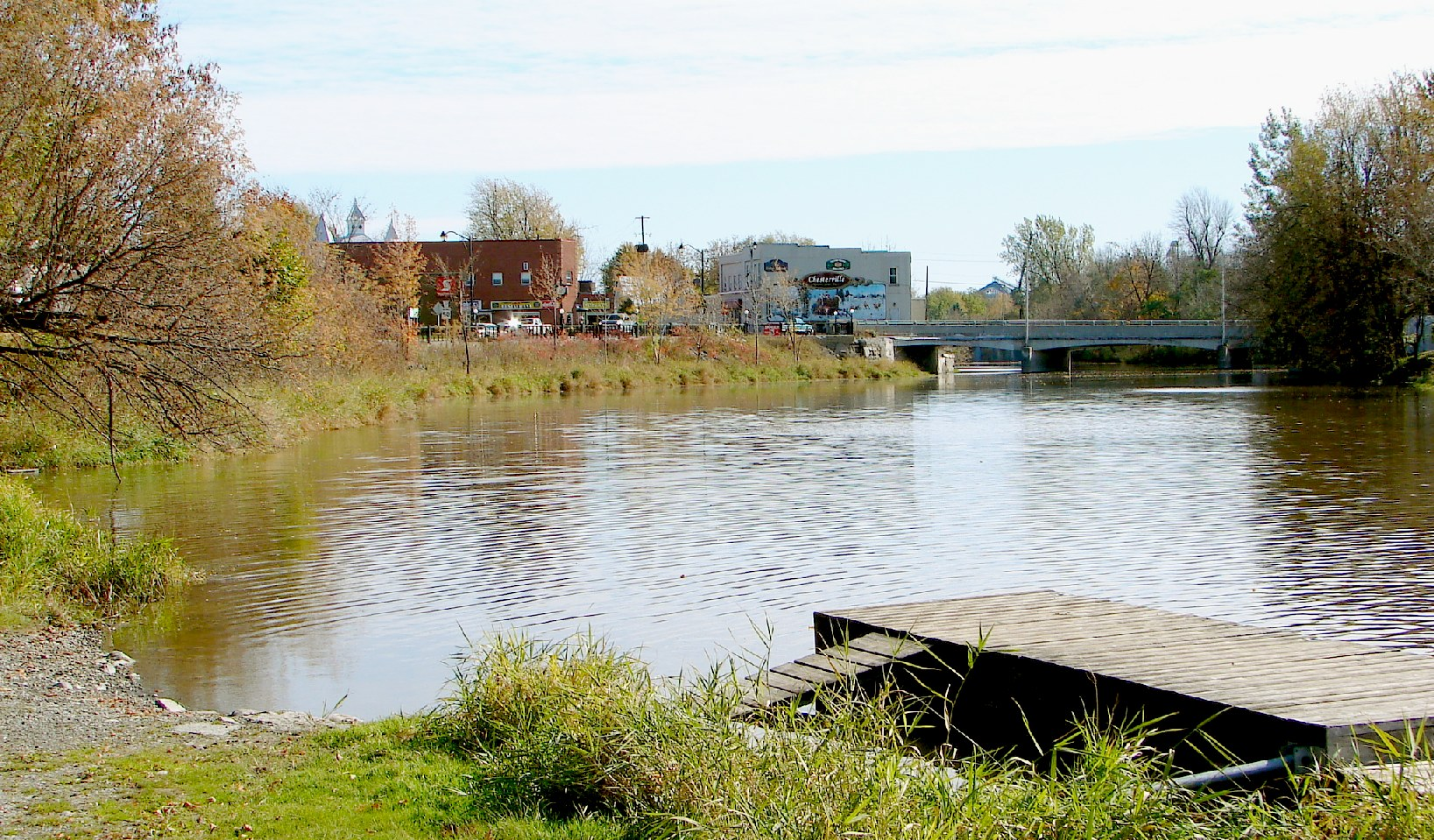
Chesterville

North Dundas – gmina (ang. township) w Kanadzie, w prowincji Ontario, w hrabstwie Stormont, Dundas i Glengarry.
Powierzchnia North Dundas to 503,18 km².
Według danych spisu powszechnego z roku 2001 North Dundas liczy 11 014 mieszkańców (21,89 os./km²).